# Mörttjärnen (Färila socken, Hälsingland, vid Tovåsen)
Mörttjärnen är en sjö i Ljusdals kommun i Hälsingland och ingår i Ljusnans huvudavrinningsområde. Sjöns area är 0,0056 kvadratkilometer och den befinner sig 300 meter över havet.